# Vozokany (okres Topoľčany)
Vozokany jsou obec na Slovensku v okrese Topoľčany v Nitranském kraji. Žije v nich 333 obyvatel.

## Historie
První písemná zmínka je z roku 1318, kde je nazývána Wezeken, od roku 1773 nese název Vozokany, maďarsky Vozokány, Vezekény. V roce 1353 patřila Jánovi, synovi Imricha, v 16. století kapitule Raabů a až do 19. století mj. rodu Esterházyů. Za tureckých válek byla obec těžce postižena. V roce 1715 byly ve vesnici vinice  a 34 domácností, v roce 1720 zde bylo 22 domácností. V roce 1787 žilo v 69 domech 436 obyvatel a v roce 1828 žilo 558 obyvatel v 77 domech. Hlavní obživou bylo zemědělství a vinohradnictví.

## Památky
V obci je římskokatolický filiální kostel Panny Marie Pomocnice křesťanů. Kostel, který je v majetku obce, se začal stavět v roce 1968, ale nebyl dokončen. Nedostavěná budova sloužila jako smuteční síň až do roku 1992, kdy byla stavba kostela dokončena a 23. května 1993 byl kostel vysvěcen. Obec náleží pod farnost Nitrianska Blatnica, děkanát Radošina, diecéze nitranská.
V letech 1977–1978 byla na místě dřevěné kaple postavena zděná kaple Panny Marie Sedmibolestné. Dřevěná kaple byla postavena v roce 1930 jako památník padlým v první světové válce a padlým z boje Rákocziho ve Vozokanech v roce 1705.

## Přírodní poměry
Obec leží v severozápadní části Nitranské pahorkatiny na úpatí Považského Inovce v bočním údolí horního toku potoka Hlavinka a prochází jí silnice II/499 z Topoľčan do Piešťan. Celková rozloha obce je 9,11672 km², z toho v roce 2020 byla 55 % zemědělská půda. Celkové využití půdy (2020): 49 % orná půda a 40 % lesy. V roce 2023 připadalo 500,09 ha na zemědělskou půdu, z toho 448,15 ha byla orná půda, 11,93 ha zahrady a 39,35 ha tvořily travnaté plochy. Lesy zaujímaly 368,77 ha, 6,41 ha připadalo na vodní plochu a 17,33 ha byla zastavěná plocha a nádvoří. Obec sousedí:
| Hubina              |         |          |
| Nitrianska Blatnica |         | Lipovník |
|                     | Krtovce |          |